# Matki, żony i kochanki
Matki, żony i kochanki – polski serial obyczajowy, emitowany premierowo w TVP1 w 1996 i 1998.

## Produkcja
Pierwsza seria powstała w 1995 i obejmowała 12 odcinków, które były nadawane w TVP1 od 18 lutego do 5 maja 1996. Mimo niepochlebnych recenzji krytyków, serial cieszył się dużą popularnością wśród widzów, co spowodowało, że w 1998 zrealizowano drugą serię – kolejne 10 odcinków, nadawane od 30 sierpnia do 1 listopada 1998, cieszyło się równie wielkim zainteresowaniem widzów.
Od 1 maja 2021 serial emitowany jest na kanale Antena HD.

## Fabuła
Wiktoria, Hanka, Wanda i Dorota kilkanaście lat po ukończeniu nauki na Wydziale Pielęgniarstwa Liceum Medycznego mają spotkać się na zjeździe klasowym. Gdy dawno niewidziana przez pozostałe absolwentki Wiktoria nie stawia się na spotkaniu, przyjaciółki jadą do jej domu do Kobuz. Tam odkrywają, że Wiktoria samotnie wychowuje syna.
Losy Wiktorii
Dorota odnajduje mężczyznę, który – jak uważa – jest ojcem Jurka, syna Wiktorii. To Jerzy, licealna miłość Wiktorii. Podczas przyjęcia urodzinowego chłopca przyjaciółki orientują się jednak, że Jurek jest młodszy, niż im się wydawało, co oznacza, że nie jest synem Jerzego.
Wiktoria po przeprowadzce do Warszawy na nowo zakochuje się w Jerzym, który dla niej rozstaje się z żoną, Marią. Jerzy odchodzi od Wiktorii po odkryciu, że to nie on jest ojcem Jurka. Wiktoria wraca do Cezarego i przyjmuje jego zaręczyny, mimo że go nie kocha. Po ślubie wyznaje Wandzie, że popełniła błąd, wychodząc za Cezarego. Ten zazdrosny jest o kontakt żony z Jerzym. Między małżonkami coraz częściej dochodzi do kłótni.
Wiktoria występuje z synem w programie Elżbiety Kajzer Na gigancie o dzieciach uciekających z domu. Niedługo później z pomocą dziennikarki podejmuje pracę w telewizji. Cezary stara się zniechęcić żonę do pracy, poza tym próbuje ją kontrolować, ona jednak podejmuje samodzielne decyzje. Po nagraniu jednego z odcinków odbywa poważną rozmowę z Jerzym – ona wyjaśnia, dlaczego poślubiła Cezarego, a on wyjawia, że nie jest szczęśliwy z Marią.
Wiktoria rozstaje się z Cezarym po tym, jak odkrywa jego romans z Edytą, pracownicą sklepu mięsnego Cezarego i Wierzbickiego. Dzięki intrydze Jurka spotyka się z Jerzym, z którym znów się wiąże. Po rozstaniu z ukochanym wraca do Warszawy.
Losy Doroty
Dorota wyprowadza się od męża, Michała, gdy na jaw wychodzi jej romans z rzeźbiarzem Adamem. Kochanek nie chce z nią zamieszkać. Dorota i Michał podpisują umowę z Jakubem Reuttem i tym samym zostają właścicielami pizzerii. Wkrótce odkrywają, że Reutt ich oszukał. Ich przełożony Waldemar przekazuje im informację o śmierci Reutta, domaga się także spłaty długów oszusta. Parze przy pomocy Jana, ojca Doroty, udaje się spłacić zobowiązanie. Gdy płonie ich fabryka kosmetyków, przeżywają kryzys finansowy, po czym znajdują zatrudnienie w pizzerii Waldemara.
Po kilku miesiącach rozłąki przypadkowo spotyka w pizzerii Adama, do którego ma żal o nagłe zniknięcie. Dowiedziawszy się, że ten wyjechał na leczenie do Kielc, rozstają się w przyjaźni, lecz bez szans na odnowienie romansu.
Pomaga ojcu wyjść z kłopotów w firmie, po czym ma szansę zdobyć tam pracę.
Losy Wandy
Wanda zostaje sama z trójką dzieci po tym, jak odkrywa zdradę męża, Jana. Choć wybacza mężowi zdradę, ten odchodzi do kochanki, lekarki Teresy. Wanda przypłaca to depresją, coraz więcej pije i zaniedbuje dom. Janek chce wrócić do żony, jednak ona nie chce go przyjąć, jednak z czasem mu wybacza i przyjmuje do domu. Ponownie wyrzuca męża z domu, gdy decyduje się pomóc Teresie w kłopotliwej sytuacji. Spór małżeński wykorzystuje Leon, kolega Janka z pracy, z którym Wanda umawia się na kolację. Przyznawszy się mężowi do spotkania, proponuje mu powrót do domu.
Janek przejmuje opiekę nad domem i synami, gdy Wanda odbiera niepokojące wyniki badań, które wskazują na poważną chorobę. Z czasem dochodzi do siebie i wraca do męża, z którym wiedzie szczęśliwe życie.
Losy Hanki
Hanka rozwodzi się z Robertem i wdaje się w romans z dużo młodszym od niej Filipem. Po nieoczekiwanym spotkaniu z Robertem popada w konflikt z kochankiem, z którym wkrótce się rozstaje.
Po rozstaniu z Filipem wiąże się z Krzesimirem Druckim, którego poznała podczas wizyty u przebywającego w szpitalu ojca. Planują ślub, do którego nie chcą dopuścić przyjaciółki Hanki, które demaskują mężczyznę, udowadniając, że to Jakub Reutt, który niegdyś oszukał Dorotę, a dzięki ślubowi z Hanką chciał dorobić się na jej majątku. Drucki twierdzi, że Reutt był jego bratem-bliźniakiem, co jednak nie przekonuje Doroty, która z pomocą Waldemara demaskuje Jakuba jako oszusta.
Tuż przed ślubem spotyka się z Filipem i odbywa z nim poważną rozmowę, podczas której uświadamiają sobie, że nadal wiąże ich silne uczucie. Choć Hanka początkowo nie potrafi odejść od Krzesimira, w końcu zrywa zaręczyny i wraca do Filipa, z którym wspólnie wychowują jej córkę.
| Bohaterowie serialu Matki, żony i kochanki |
| --- |
| Wiktoria Zarychta (Anna Romantowska) – żyjąca skromnie pracownica domu kultury w podwarszawskich Kobuzach. Samotnie wychowuje syna, Jurka, z którego ojcem zerwała relacje jeszcze przed narodzinami dziecka. Pod wpływem przyjaciółek przeprowadza się do Warszawy. Po rozstaniu z Jerzym wraca do Kobuz i zamieszkuje u swojego przyjaciela z pracy, Cezarego. Przed ślubem z Cezarym jednoczy się z ojcem, z którym nie utrzymywała kontaktu przez 16 lat. Nie jest szczęśliwa w małżeństwie, a Jerzemu oferuje bycie jego kochanką. Pod wpływem dziennikarki Elżbiety Kajzer zaczyna pracę w telewizji, dzięki czemu z zahukanej kury domowej staje się pewną siebie i zdecydowaną kobietą. Wraca do Warszawy po rozstaniu z Cezarym, którego nakrywa na romansie z Edytą (Małgorzata Kożuchowska). Jurek Zarychta (Mateusz Damięcki) – syn Wiktorii. Nigdy nie poznał swojego biologicznego ojca, gdyż ten umarł tuż po jego narodzinach. Długo żył w przekonaniu, że jego ojcem jest Jerzy, lecz Wiktoria w końcu wyjawiła mu prawdę. Nie jest zadowolony ze ślubu matki i Cezarego. Podczas wesela spotyka się z Jerzym, za którego namową samowolnie oddala się z domu i autostopem wyjeżdża do Zakopanego. Z powodu poznanego tam reżysera wraca do Warszawy, po czym występuje z matką w programie Na gigancie o dzieciach, które uciekają z domu. Po rozpadzie małżeństwa matki doprowadza do jej spotkania z Jerzym. Sam chodzi z Klarą, córką Doroty i Michała. Jerzy Lipert (Jan Englert) – zamożny prezes Klubu Tenisowego, który czerpie nielegalne zyski z transferu zawodników. W czasach licealnych spotykał się z Wiktorią, której po rozstaniu szukał przez dwa lata. Żonaty z Marią, z którą rozstaje się po tym, gdy na jaw wychodzi jego romans z sekretarką Ewą. Gdy przyjaciółki Wiktorii mówią mu, że jest ojcem Jurka, pragnie stworzyć rodzinę z Wiktorią. Dowiedziawszy się, że Jurek nie jest jego synem, odchodzi od Wiktorii. Podczas poszukiwań nowej sekretarki poznaje Stefanię Pawelec, żonę mężczyzny, którego pod wpływem alkoholu potrąciła Maria, żona Jerzego. Pawelec była świadkiem zdarzenia i uważa, że to Jerzy spowodował wypadek i uciekł z miejsca zbrodni, dlatego żąda od niego odszkodowania, szantażując zawiadomieniem policji. On sam bierze winę na siebie; jest oskarżony o spowodowanie wypadku i ucieczkę z miejsca zdarzenia, ale nie chce składać zeznań. Wkrótce dowiaduje się o intrydze żony, która w ramach zemsty za rozstanie zrzuciła na niego winę za wypadek. W jego sprawie interweniuje ojciec Wiktorii, z którego pomocą zostaje oczyszczony z zarzutów. W zamian przyrzeka, że nigdy więcej nie spotka się z Wiktorią. Po wyjściu z aresztu zamieszkuje z Marią, która po rozstaniu z Jerzym romansowała z Leszkiem Wierzbickim (Tomasz Stockinger), szefem Cezarego. Jerzy odchodzi od Marii i składa pozew o rozwód, gdy na jaw wychodzą jej intrygi, a ona szantażuje go ujawnieniem, że sfałszował jej podpis na zeznaniu podatkowym. Jerzy kilka razy spotyka Wiktorię, jednak ta próbuje ratować swoje małżeństwo. Pewnego dnia Jurek mówi mu, że słyszał rozmowę matki i Cezarego, z której wynikało, iż ich małżeństwo nie istnieje. Cezary Sieja (Leon Charewicz) – przyjaciel Wiktorii z pracy w domu kultury. Po zamknięciu placówki znajduje zatrudnienie u Leszka Wierzbickiego. Za wszelką cenę starał się ożenić z Wiktorią, co w końcu się dzieje. Jest zazdrosny o relacje żony z Jerzym, stara się też zniechęcić ją do pracy w telewizji. Nawiązuje romans z Edytą, z którą ostatecznie zamieszkuje i planuje ślub. Tadeusz Zarychta (Aleksander Bednarz) – ojciec Wiktorii, emerytowany policjant. Obwinia Jerzego, że stracił przez niego córkę, która od 16 lat nie utrzymywała z nim kontaktu. Odnawia kontakt z Wiktorią przed jej ślubem z Cezarym. Namówiony przez wnuka, pomaga córce w jej odbudowaniu relacji z Jerzym. Dorota Padlewska-Lindner (Gabriela Kownacka) – niezależna, zadbana i dobrze ubrana kobieta biznesu. Współprowadzi z mężem Michałem dobrze prosperującą fabrykę kosmetyków. Mają córkę, Klarę. Wyprowadza się z domu, gdy mąż odkrywa jej romans ze Adamem, o wiele lat starszym od niej rzeźbiarzem. Zostaje odrzucona również przez kochanka, który nie chce z nią mieszkać. Ostatecznie zamieszkuje u Hanki. Z czasem prosi męża o drugą szansę, a ten jej wybacza. Michał Lindner (Krzysztof Stroiński) – mąż Doroty. Po spłonięciu fabryki kosmetyków znalazł zatrudnienie u Waldemara w pizzerii, jednak nie umiał się tam odnaleźć. Za namową córki wrócił do pracy na uniwersytecie. Klara Lindner (Anna Mucha) – córka Doroty i Michała. Spotyka się z Jurkiem, synem Wiktorii. Gdy jej rodzice przeżywają kryzys finansowy po spłonięciu fabryki kosmetyków, przeprowadza się do dziadka. Hanka Trzebuchowska (Elżbieta Zającówna) – lekarz-stomatolog. Jest niespokojnym duchem, wciąż szuka nowych wrażeń. Rozwiedziona z Robertem, romansowała z dużo młodszym Filipem i flirtowała z Adamem, kochankiem Doroty. Po rozstaniu z Filipem związała się z Krzesimirem Druckim, z którym planowała wspólną przyszłość. Zaszła w ciążę. Nie przyjmowała do wiadomości przestróg przyjaciółek, że jej ukochany jest oszustem. W końcu dostrzegła nieścisłości w zachowaniu Krzesimira, dlatego zerwała zaręczyny i wróciła do Filipa. Filip (Grzegorz Łukawski) – student filozofii. Kochanek, a następnie chłopak Hanki. Randkował również z Ewą. Po odejściu Hanki przeszedł załamanie i zrezygnował ze studenckiego wyjazdu na zagraniczne stypendium. Podczas przypadkowego spotkania z Hanką oboje uświadomili sobie, że wciąż łączy ich silne uczucie. Robert (Krzysztof Kiersznowski) – mąż Hanki. Zajmuje wysokie stanowisko państwowe. Porzucony przez kolejną kochankę, usiłuje skłócić Hankę i Filipa, ponadto straszy kochanka żony, informując go o znajomościach w katedrze filozofii, na której ten ma zdawać egzaminy. Dowiedziawszy się o ciąży kochanki Magdy (Beata Ścibakówna) porzuca ją. Krzesimir Drucki (Jacek Borkowski) – narzeczony Hanki. Poznają się w szpitalu, w którym przebywał jej ojciec. Zjawił się w domu Hanki, żeby oddać pieniądze, które – jak twierdził – pożyczył mu jej zmarły ojciec. Planuje ślub z Hanką, do którego nie chcą dopuścić przyjaciółki Hanki, ponieważ Dorota rozpoznaje w nim Jakuba Reutta, który w przeszłości oszukał ją, a w dodatku próbował zgwałcić. Mężczyzna w końcu przyznaje się do sfingowania własnej śmierci, by uniknąć wywiązania się z różnych zobowiązań. Wanda Popiołek-Otrębowska (Małgorzata Potocka) – pielęgniarka. Najważniejszą wartością dla niej jest rodzina – mąż Janek i trzech synów. Mimo że wybacza mężowi romans z lekarką Teresą (Małgorzata Foremniak), ten odchodzi do kochanki. Kiedy później Janek chce wrócić do domu, Wanda nie przyjmuje go do domu. Jednoczą się po wypadku najmłodszego syna. Aby odegrać się na niewiernym mężu, umówiła się na randkę z jego kolegą z pracy, Leonem (Andrzej Grabarczyk). Miała jednak wyrzuty sumienia, dlatego poinformowała męża o spotkaniu z Leonem oraz zaproponowała mu powrót do domu. Niedługo później dowiaduje się, że jest poważnie chora, jednak w końcu zdrowieje. Janek Otrębowski (Paweł Wawrzecki) – mąż Wandy, kierowca karetki. Wdał się w romans z lekarką pogotowia, Teresą. Odszedł do kochanki, jednak szybko doszedł do wniosku, że popełnił błąd. Pomieszkiwał u znajomych, m.in. u swojego przyjaciela, Leona. Odkrywszy, że Leon próbował uwieźć Wandę, doprowadza do bójki z nim. Wspiera żonę, gdy ta poważnie choruje. Adam (Jan Nowicki) – artysta rzeźbiarz, wieloletni kochanek Doroty. Porzucił Dorotę, gdy ta chciała związać się z nim po rozstaniu z mężem. Później ujawnił, że postąpił tak, ponieważ ciężko choruje – ma nowotwór śluzówki. Poddał się operacji w Kielcach, która skończyła się pomyślnie. Spotkawszy po pewnym czasie Dorotę, uświadomił sobie, że kobieta już nic do niego nie czuje. Waldemar (Maciej Kozłowski) – wspólnik w interesach Jakuba Reutta, a potem Michała Lindnera. Spłacił długi Reutta, po czym szantażem domagał się od Doroty i Michała spłaty zobowiązań. Trafił do aresztu niedługo po spłacie długów przez parę. Po wyjściu na wolność z nieugiętego gangstera stał się życzliwym, przyjacielskim człowiekiem. Pomagał Michałowi i Dorocie stanąć finansowo na nogi po spłonięciu ich fabryki, przyczynił się także do zdemaskowania nieuczciwych zamiarów Krzesimira. Elżbieta Kajzer (Grażyna Wolszczak) – dziennikarka telewizyjna, prowadząca program Na gigancie. Powołując się na znajomość z reżyserem poznanym przez Jurka w Zakopanem, zaprosiła go do programu wraz z Wiktorią. Marzyła o nakręceniu filmu, którego producentem ma być były tenisista, Piotr Rafalik (Artur Żmijewski), jednak z powodu nieudanej współpracy między Robertem (byłym mężem Hanki) a Domagalikiem nie doszło do realizacji planów. Jej syn Kamil (Jan Wieczorkowski) obracał się w niewłaściwym towarzystwie, a przestraszywszy się konsekwencji włamania, którego dopuścił się z kolegą, próbował popełnić samobójstwo, lecz Wanda uratowała mu życie, a ojciec Doroty zaoferował pomoc w wyjściu z problemów. |

## Obsada
- Gabriela Kownacka – Dorota Lindner
- Elżbieta Zającówna – Hanka Trzebuchowska
- Anna Romantowska – Wiktoria Zarychta
- Małgorzata Potocka – Wanda Otrębowska
- Mateusz Damięcki – Jurek, syn Wiktorii
- Jan Englert – Jerzy Lipert, miłość Wiktorii
- Maria Gładkowska – Maria Lipert, żona Jerzego
- Krzysztof Stroiński – Michał Lindner, mąż Doroty
- Anna Mucha – Klara, córka Doroty
- Paweł Wawrzecki – Janek Otrębowski, mąż Wandy
- Krzysztof Kiersznowski – Robert, były mąż Hanki
- Grzegorz Łukawski – Filip, chłopak Hanki
- Jacek Borkowski – Jakub Reutt vel Krzesimir Drucki, wspólnik Linderów, potem narzeczony Hanki
- Małgorzata Foremniak – Teresa Smolarek, lekarka, kochanka Janka
- Jan Nowicki – Adam, artysta-rzeźbiarz, kochanek Doroty i Hanki
- Ewa Gawryluk – Ewa, sekretarka i kochanka Liperta
- Leon Charewicz – Cezary Sieja, przyjaciel z pracy, a potem mąż Wiktorii
- Małgorzata Kożuchowska – Edyta, pracownica Wierzbickiego i kochanka Cezarego
- Tomasz Stockinger – Leszek Wierzbicki, szef Cezarego
- Andrzej Grabarczyk – Leon, kierowca pogotowia, przyjaciel Janka i adorator Wandy
- Maciej Kozłowski – Waldemar „Łysy”, gangster
- Grażyna Wolszczak – Elżbieta Kajzer

Role epizodyczne
- Artur Żmijewski – Piotr Rafalik, tenisista i przyjaciel Jerzego
- Jan Machulski – Jan Padlewski, ojciec Doroty
- Beata Ścibakówna – Magda, kochanka Roberta
- Anna Mamczur – inna kochanka Roberta
- Leon Niemczyk – Sławomir Trzebuchowski, ojciec Hanki
- Eugenia Herman – matka Hanki
- Aleksander Bednarz – Tadeusz Zarychta, ojciec Wiktorii
- Piotr Deszkiewicz, Jan Postoła i Jakub Chrzanowski – Józek, Jasio i Władek, synowie Wandy i Janka
- Jan Wieczorkowski – Kamil, syn Elżbiety
- Aniela Świderska – matka Cezarego
- Stanisław Bieliński – ojciec Cezarego
- Teresa Lipowska – Stefania Pawelec, żona mężczyzny potrąconego przez Marię
- Andrzej Blumenfeld – Witold Dębicki, mężczyzna potrącony przez Marię
- Beata Kawka – Monika, „narzeczona” Wierzbickiego
- Halina Machulska – Zofia Stokowa, b. dyrektor szkoły pielęgniarskiej, potem żona Padlewskiego
- Jowita Miondlikowska – Bronka, wnuczka Stokowej
- Janusz Onufrowicz – Ludwik, kolega Kamila
- Barbara Babilińska – Zofia, sekretarka Liperta
- Mirosław Zbrojewicz – policjant Edward Kundera
- Jack Recknitz – Johann Schneider
- Piotr Polk – „Belmondo”, pracownik pogotowia, kolega Janka Otrębowskiego

## Odcinki
| Seria    | Lata | Odcinki | Rozpoczęcie emisji | Zakończenie emisji |
| -------- | ---- | ------- | ------------------ | ------------------ |
| Pierwsza | 1996 | 1–12    | 18 lutego 1996     | 5 maja 1996        |
| Druga    | 1998 | 13–22   | 31 sierpnia 1998   | 1 listopada 1998   |

## Nagrody
| Rok  | Ceremonia       | Nagroda | Kategoria | Wynik       |
| ---- | --------------- | ------- | --------- | ----------- |
| 1999 | Telekamery 1999 | –       | Serial    | III miejsce |